# Швелаур-Ціцібаурі
Швелаур-Ціцібаурі (груз. შველაურ-ციციბაური) — село в Грузії.
За даними перепису населення 2014 року в селі проживає 52 особи.